# Agustín Gosio
Pas d'image ? Cliquez ici

a Compétitions nationales et continentales officielles uniquement.

b Matchs officiels uniquement.
Dernière mise à jour le 6 octobre 2011.
Agustín Oscar Gosio, né le 17 mars 1983 à Buenos Aires (Argentine), est un joueur de rugby international argentin évoluant au poste d'ailier. Il joue au sein de la sélection des Pampas XV en 2010-2011 et avec le club de Newman.

## Biographie
Agustín Gosio joue en club avec le club argentin de Newman dans le championnat de l'URBA et avec le Pampas XV dans la Vodacom Cup. Il remporte la Vodacom Cup en 2011 en battant les Blue Bulls en finale. Il honore sa première cape internationale avec l'équipe d'Argentine le 2 octobre 2011 contre l'équipe de Géorgie. Le 11 août, il est retenu par Santiago Phelan dans la liste des trente joueurs qui disputent la coupe du monde.

## Palmarès
- Vainqueur de la Vodacom Cup en 2011 avec les Pampas XV

## Statistiques en équipe nationale
(À jour au 06.10.2011)
- 1 sélection en équipe d'Argentine
- 5 points (1 essai)
- sélection par année : 1 en 2011
- En coupe du monde :
  - 2011 : 1 sélection (Géorgie), 5 points (1 essai)